# Grand pic de Belledonne
Le Grand pic de Belledonne est le point culminant de la chaîne de Belledonne avec ses 2 977 m. Il se situe dans le département français de l'Isère. Son ascension est du domaine de l'alpinisme ; le sommet a été atteint pour la première fois en 1859.

## Toponymie
Le sommet du massif portait un nom différent selon les versants : le roc de Freydone côté Grésivaudan (cette appellation se retrouve dans de nombreux endroits dans le massif, dont le col de Freydane) et le pic de Belledonne dans la vallée de l'Eau d'Olle. La carte de Bourcet de 1749 entérine le nom de Belledonne pour désigner le point culminant, alors que la carte de Cassini unit les deux appellations en désignant le sommet sous le nom de roc de Freydone ou de Belledonne.

## Géographie

### Situation
Le Grand pic de Belledonne est situé dans la région Auvergne-Rhône-Alpes et le département de l'Isère entre les communes d'Allemond et de Sainte-Agnès. Il se trouve à 20 kilomètres à l'est de Grenoble et à 110 kilomètres au sud-est de Lyon. Il appartient à la partie sud de la chaîne de Belledonne et domine la vallée du Grésivaudan.

### Topographie

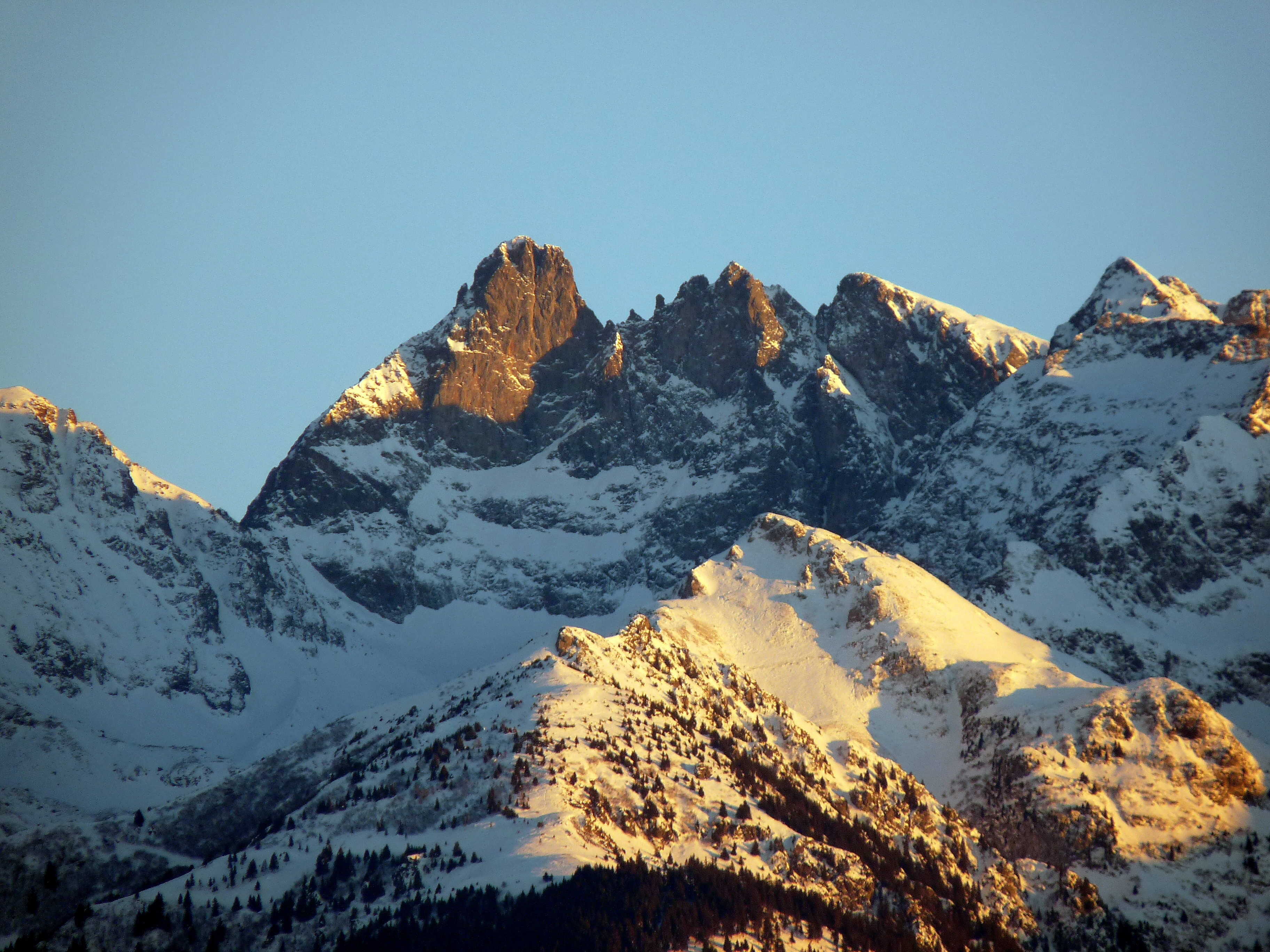
Le Grand pic de Belledonne vu du Grésivaudan.

Le sommet s'élève à 2 977 m d'altitude, ce qui en fait le point culminant de la chaîne de Belledonne devant le pic Central (2 945 m) et le rocher Blanc (2 927 m). Sa hauteur de culminance est de 1 053 m (par rapport au col du Glandon), le sommet le plus élevé le plus proche étant l'aiguille Noire dans le massif des Grandes Rousses. Il côtoie le pic Central de Belledonne (duquel il est séparé par la brèche Reynier) et la Croix de Belledonne. Ces sommets sont désignés sous le nom de Trois pics de Belledonne.
Ces trois sommets forment une crête qui est séparée du pic Couttet par le col de Freydane et du pic Lamartine par le col de la Balmette. Le versant nord-ouest domine le glacier de Freydane et le lac Blanc. Le versant sud-est donne sur la vallée de l'Eau d'Olle et l'Oisans.
Au pied du cirque du lac Blanc naît le torrent du Vorz, un affluent de l'Isère alimenté par des fuites de fond du lac, lui-même alimenté par les eaux de fonte du glacier de Freydane. Au pied de la face sud-est se trouve le lac de Belledonne, dont les eaux rejoignent l'Eau d'Olle par le ruisseau du Molard. L'arête des Trois pics de Belledonne forme donc la ligne de partage des eaux entre les deux vallées.

### Géologie
L'arête ainsi que la paroi sont faites d'une bande d'amphibolite qui appartient au complexe ophiolitique de Chamrousse (interprété comme étant un ancien fragment de fond marin). Cette nappe est coincée dans le cœur d'un synclinal d'origine hercynienne. Il est probable que les autres roches qui constituent le complexe ophiolitique aient été présentes au-dessus des crêtes actuelles mais qu'elles aient été érodées.
En contrebas, à partir du glacier de Freydane, la vallée est creusée dans des gneiss leptynito-amphiboliques (ainsi nommés car ils contiennent des lits de leptynite alternés avec des lits d'amphibolite.

### Faune et flore

#### Faune
Parmi les mammifères recensés dans la ZNIEFF du versant est figurent le bouquetin des Alpes, seul ongulé protégé en France, le lièvre variable, le campagnol des neiges, actif toute l'année en bandes d'une vingtaine d'individus, et une espèce de chauve-souris, le vespertilion à moustaches, un des plus petits mammifères d'Europe, pesant moins de sept grammes. Les reptiles sont représentés par le lézard vivipare, l'espèce la plus septentrionale du continent.

## Histoire

### Premières
Auteur de la première ascension le 16 août 1859 depuis la vallée de l'Eau d'Olle par le lac de Belledonne, Étienne Favier fut aussi de la deuxième le 17 août 1873 avec son jeune fils, Émile Viallet (un notable grenoblois, instigateur de la course) et Auguste Michel (porteur).
Le couloir séparant le Grand pic du pic Central porte le nom de l'alpiniste Auguste Reynier qui y ouvrit en 1891 la première voie depuis le glacier de Freydane.
En 1922, l'arête du Doigt, d'orientation est-sud-est, est gravie par Pierre Dalloz et Georges Gaillard. 
Gaston Rébuffat réalise la première de la face nord-ouest en 1944, accompagné de Michel Chevalier, cousin de Lionel Terray. La face sud-est est vaincue en 1946 par R. Chavand et Félix Germain.
La première descente en paralpinisme est réalisée le 31 juillet 2010 par Sébastien Roux et François Estève. Ils se posent près du lac Blanc.

### Les refuges

#### Le refuge de Belledonne
En 1875, la Société des Touristes du Dauphiné fait placer des câbles sous la direction d'Étienne Favier et construire le refuge de Belledonne situé au-dessus du lac de Belledonne. Il ne reste aujourd'hui que l'emplacement.

#### Le refuge Jean Collet
Autre refuge construit par la Société des Touristes du Dauphiné, le refuge Jean Collet est, lui, toujours debout. Il se trouve à mi-chemin entre le village de Saint-Agnès et le sommet. Le premier refuge a été construit en 1910. Mais en 1926, il a été totalement détruit par un cyclone. Il a été reconstruit plus solidement deux ans plus tard, avec une ossature métallique étudiée par les établissements Bouchayer et Viallet de Grenoble. Il a ensuite été agrandi en 1967 et entièrement rénové en 1987.

#### Le refuge de la Pra
Construit par le Club alpin français en 1889, ce refuge, tout comme les autres, devait servir d'étape sur le chemin du Grand pic mais aussi de la Grande Lance de Domène. Le bâtiment initial a totalement brûlé en 1919. Seuls les murs ont résisté. Le refuge a été reconstruit, puis rénové en 1973-1974 et de nouveau en 2004. Il peut aujourd'hui accueillir 76 personnes en été et 18 en hiver.

## Activités

### Alpinisme
L'itinéraire le plus emprunté est la traversée des arêtes, depuis le col de la Balmette jusqu'à la Croix de Belledonne. Il présente des difficultés qui vont jusqu'au niveau 4c. La montée se fait par l'arête nord. Arrivé au sommet du Grand pic, la descente se fait en rappel jusqu'à la brèche Reynier, qui le sépare du pic Central. L'itinéraire remonte sur le pic Central et redescend sur la brèche Duhamel, nommée ainsi en souvenir de l'alpiniste Henry Duhamel. Puis on remonte sur la Croix de Belledonne, qui elle est accessible en randonnée classique.

### Ski de randonnée
Il existe un itinéraire qui fait le tour du Grand pic, par le col de Belledonne, le col de Freydane et le col de la Balmette. Le sommet est aussi accessible en ski de randonnée.

### Protection environnementale
Les alpages du versant est jusqu'à la brèche de Roche Fendue sont classés zone naturelle d'intérêt écologique, faunistique et floristique de niveau 1 sur une superficie de 1 692 hectares sous le nom d'« alpages du versant oriental de la Croix de Belledonne ». Cette ZNIEFF regroupe de nombreux milieux naturels : pinèdes, alpages, landes, lacs d'altitude, pierriers... Elle abrite de ce fait diverses espèces remarquables.
L'ensemble de la chaîne de Belledonne est quant à lui classé ZNIEFF de niveau 2.